# Häggebergs vattenverk
Häggebergs vattenverk är ett vattenverk i Kortebo i Jönköpings kommun.

## Historik
Jönköpings första vattenverk Åsenverket öppnades 1864 och låg på Åsens gård sydväst om staden. Det tog sitt vatten från Junebäcken, men blev så småningom otillräckligt. Därför anlades i början av 1930-talet ett nytt vattenverk, som tog sitt vatten omkring 170 meter ut i Vättern, vilken sjö också i äldre tider hade varit stadens vattentäkt. Eklundshovs vattenverk invigdes 1933.
Eklundshovs vattenverk, som numera är ett byggnadsminne, ligger på västra stranden av Vättern knappt fem kilometer norr om stadens centrum. Råvattnet har tagits ur Vättern och renats från fasta föroreningar i ett sandfilter. Vattenverket var reservvattenverk från 1958 efter uppförandet av Häggebergs vattenverk en kilometer därifrån och togs helt ur drift i början av 1970-talet.

## Häggebergs vattenverk
Häggebergs ursprungliga vattenverk togs i bruk 1958.
År 2022 invigdes ett andra vattenverk i Häggeberg bredvid det första.
Häggebergs vattenverk levererade 2001 10,557 miljoner kubikmeter dricksvatten till 66.500 personer i Jönköpings och Habo kommuner. Vattnet tas från 26 meters djup 500 meter ut i sjön.